# Marianengraben
Marianengraben és una pel·lícula de coproducció austríaca, italiana i luxemburguesa del 2024 de la directora i guionista Eileen Byrne amb Luna Wedler i Edgar Selge. El guió de la tragicomèdia està basat en la novel·la homònima de Jasmin Schreiber, publicada el 2020.

## Argument
Paula plora el seu germà petit Tim, que es va ofegar al mar a Itàlia. Des d'aleshores, ha patit sentiments de culpa i les seves ganes de viure han minvat. Ella veu un bri d'esperança després de conèixer el vell Helmut, que vol portar l'urna de la seva exdona a Itàlia.
La Paula vol anar a la platja on va morir el seu germà, per tornar a sentir-se a prop. Durant el viatge, es desenvolupa una amistat entre Paula i Helmut i l'alegria de la vida de Paula comença a tornar.

## Repartiment
- Luna Wedler: Paula
- Edgar Selge: Helmut
- Willie Vonnemann: Tim
- Martin Abram: Ulrich
- Nicolas Lech: Manu
- Markus Stolberg: Home
- Dominik Raneburger: agent de policia
- Celina Terán Gómez: Policia

## Producció i antecedents
El rodatge va tenir lloc durant 33 dies des del 19 de setembre segons CU, el 18 de setembre a ÖFI al novembre de 2023 a Tirol del Sud, Tirol i Luxemburg. Els llocs de rodatge inclouen Mals, la Schnalstal, el llac Montiggler i Mühlwald així com Achensee.
La pel·lícula va ser produïda per la luxemburguesa Samsa Film (productor Bernard Michaux) en coproducció amb la italiana Albolina Film (productor Wilfried Gufler) i l'austríaca Film AG Produktions GmbH (productors Johanna Scherz i Alexander Glehr). La producció va comptar amb el suport del Filmfund Luxemburg, l'Institut de cinema austríac, IDM - Tirol del Sud i Tax Credit Italy.
La fotografia va ser dirigida per Petra Korner, la música va ser escrita per Claire Parsons, el muntatge va ser de Barbara Seidler i el càsting va ser de Rebekka Abatiello. El so va ser dissenyat per Ken Rischard, el disseny de vestuari per Ildiko Okolicsanyi i el disseny de producció per Martin Reiter. Erwin Egger va actuar com a Green Consultant. La pel·lícula és el primer llargmetratge de la directora i guionista Eileen Byrne, que anteriorment va dirigir el curtmetratge Was bleibt (2019).

## Llançament
La pel·lícula es va projectar al Filmfest Hamburg els dies 3 i 4 d'octubre de 2024.
L'estrena de cinema alemany i austríac va ser el 7 de novembre de 2024..

## Recepció
Oliver Armknecht li va donar set de deu punts a film-rezensionen.de. La pel·lícula, atractiva pel gran conjunt i els bells escenaris, és entretinguda a vegades i commovedora d'altres. Tanmateix, manté la fórmula de road movie en diversos aspectes.
Markus Tschiedert va valorar la pel·lícula a filmstarts.de amb dues estrelles de cinc. En la tragicomèdia, la malenconia i la lleugeresa no troben harmonia. Els moments humorístics de la trama no tenen tan èxit com els tràgics.
Britta Schmeis (tres de cinc estrelles) va dir a epd Film que Selge i Wedler són una parella improbable en una road movie sòlida, rica en metàfores, però finalment commovedora i reconfortant sobre el dolor, el consol, la pèrdua i el sentiment de culpa.
Valerie Dirk va descriure la pel·lícula a DerStandard.at com una sòlida adaptació d'una novel·la. El cinema alemany jove i valent que hom hauria esperat després d'un manifest com "La por es menja el cinema" no ho és. En qualsevol cas, al programa de llargmetratges d'una cadena de televisió alemanya, Marianengraben cridaria una atenció positiva, però en cas contrari no destacaria.